# Geranium biuncinatum
Geranium biuncinatum là một loài thực vật có hoa trong họ Mỏ hạc. Loài này được Kokwaro mô tả khoa học đầu tiên năm 1971.